# ونکوان، گوانگدونگ
ونکوان، گوانگدونگ (به لاتین: Wenquan) یک شهرک در جمهوری خلق چین است که در کانگهوا واقع شده‌است. ونکوان ۳۹ متر بالاتر از سطح دریا واقع شده‌است.